# 萧望东
萧望东（1910年8月—1989年5月11日），男，江西吉安人，中国人民解放军开国中将。曾任中华人民共和国文化部部长、中央军委委员、中共中央顾问委员会委员、中华人民共和国国防委员会委员。

## 生平
1910年8月生於江西。1929年以中国共产主义青年团团员身份加入中国共产党，後加入中国工农红军，参与长征、抗日战争、国共内战。
1949年出任中国人民解放军第三野战军第10兵团政治部主任，後出任中共苏北区委书记。1952年出任中共江苏省委副书记，後出任华东军区纪律检查委员会书记。1955年被授予中将军衔，并被选为国防委员会委员。
1964年调任文化部副部长。1966年升任文化部部长。
1967年因文化大革命的冲突，文化部被指为「帝王将相部」、「才子佳人部」，业务工作受到冲突，被关押入狱八年。
1977年出任中共中央军事委员会委员。1982年中共十二大至1987年中共十三大上，均被选为中共中央顾问委员会委员。
1989年5月11日逝世於北京。